# DFB (motorfiets)
DFB is een Duits historisch merk van motorfietsen en hulpmotoren.
De bedrijfsnaam was: Rhein. Bergische Motorenfabrik Martin Heck, Bergisch-Gladbach.
Aan het begin van de jaren twintig was er in Duitsland grote behoefte aan goedkope middelen van vervoer. DFB sprong daarop in door vanaf 1922 159cc-clip-on motoren en lichte motorfietsen te gaan maken. De concurrentie nam echter snel toe en in 1923 begonnen honderden fietsproducenten en andere metaalbedrijven motorfietsen te maken. In de meeste gevallen was het niet mogelijk een dealernetwerk op te bouwen en deze bedrijven waren net als DFB afhankelijk van klanten in hun eigen regio. De markt werd overspoeld met motorfietsjes en in 1925 verdwenen ruim 150 van deze merken weer van de markt, waaronder DFB.